# Wilhelm Bergström (arkitekt)
Anders Wilhelm Bergström, född 19 november 1851, död 20 juli 1934 i Katarina församling, Stockholm, var en svensk arkitekt.

## Biografi
Bergström studerade vid Slöjdskolan i Stockholm 1867–1870 samt därefter vid Kungliga Akademien för de fria konsterna 1871–1877. Mellan 1873 och 1877 var han anställd på arkitektkontor. 1877 tillträdde han en tjänst på stadsbyggnadskontoret där han 1891 blev biträdande stadsbyggmästare och 1906–1918 var han överkontrollant och föreståndare för arkitektavdelningens nybyggnadsbyrå. 
I Stockholm har Bergström  bland annat ritat Saltsjöqvarn 1890, Katarina södra skola 1886, Katarina norra skola 1895 och byggnader för Neumüllers Bryggeri 1898 samt Luth & Roséns Elektriska AB 1896–1897.
Han ritade det Carlstömska gravkapellet på Norrtälje nya kyrkogård 1902.

## Bilder av några verk

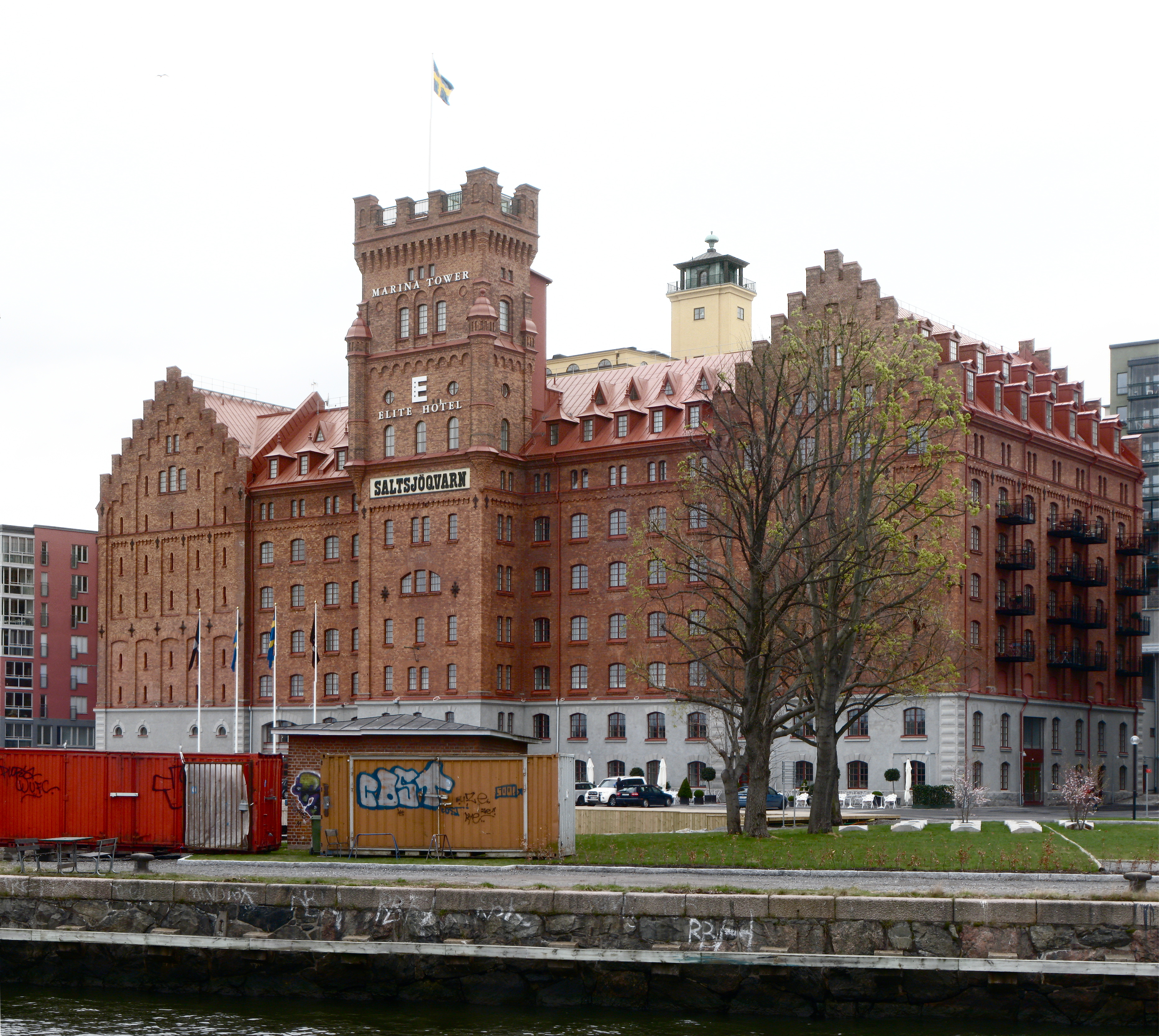
Saltsjöqvarn
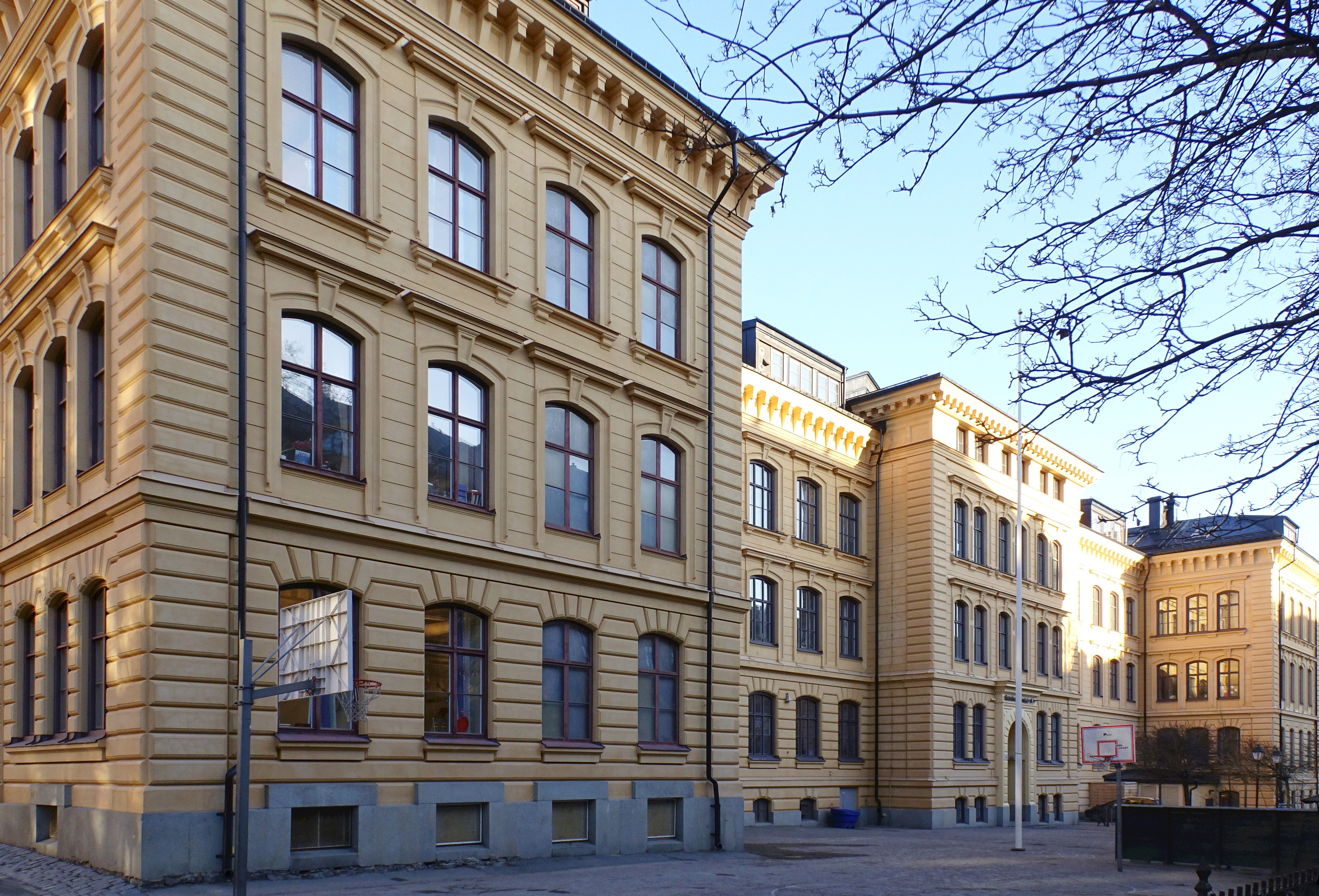
Katarina södra skola
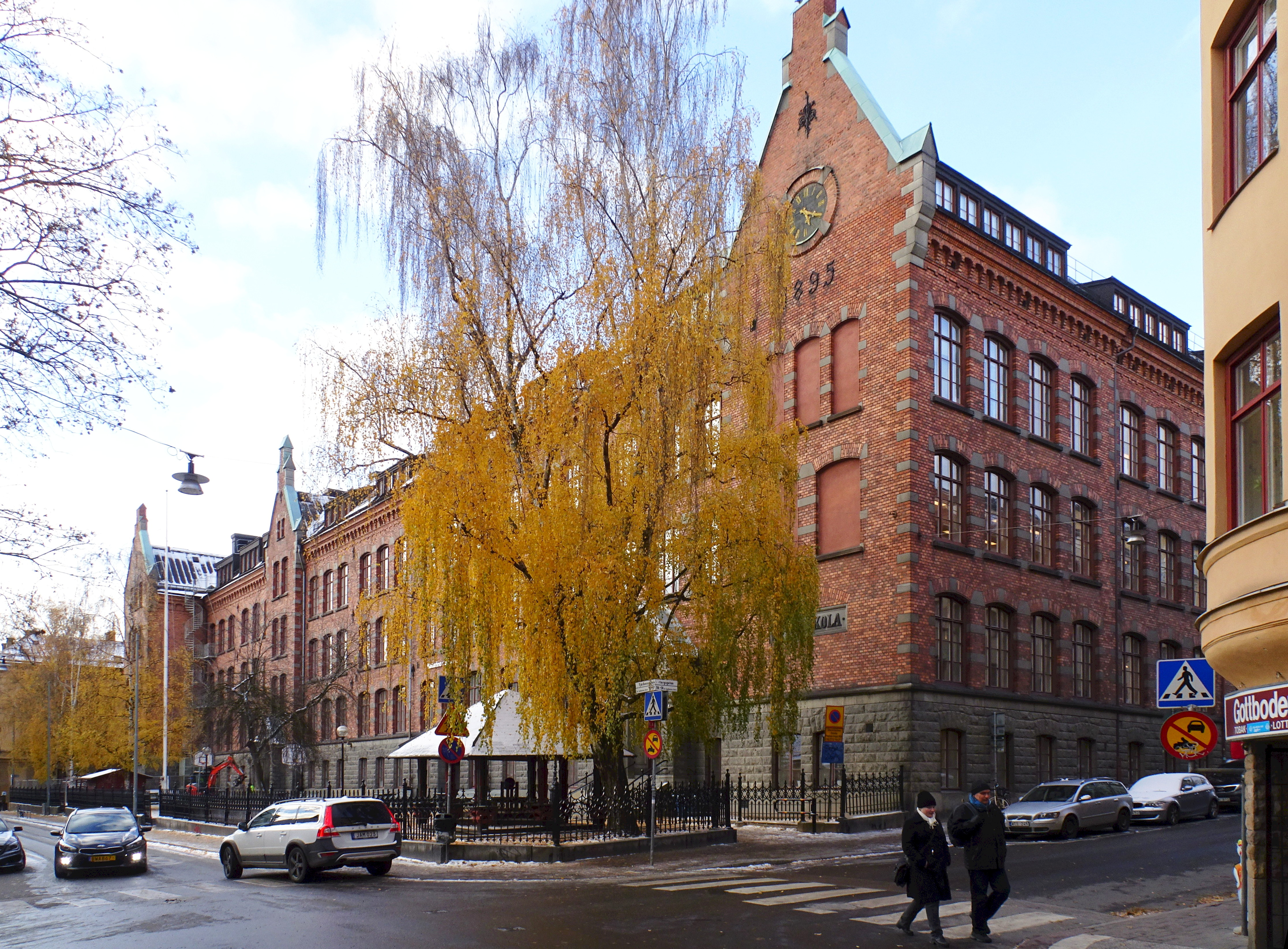
Katarina norra skola
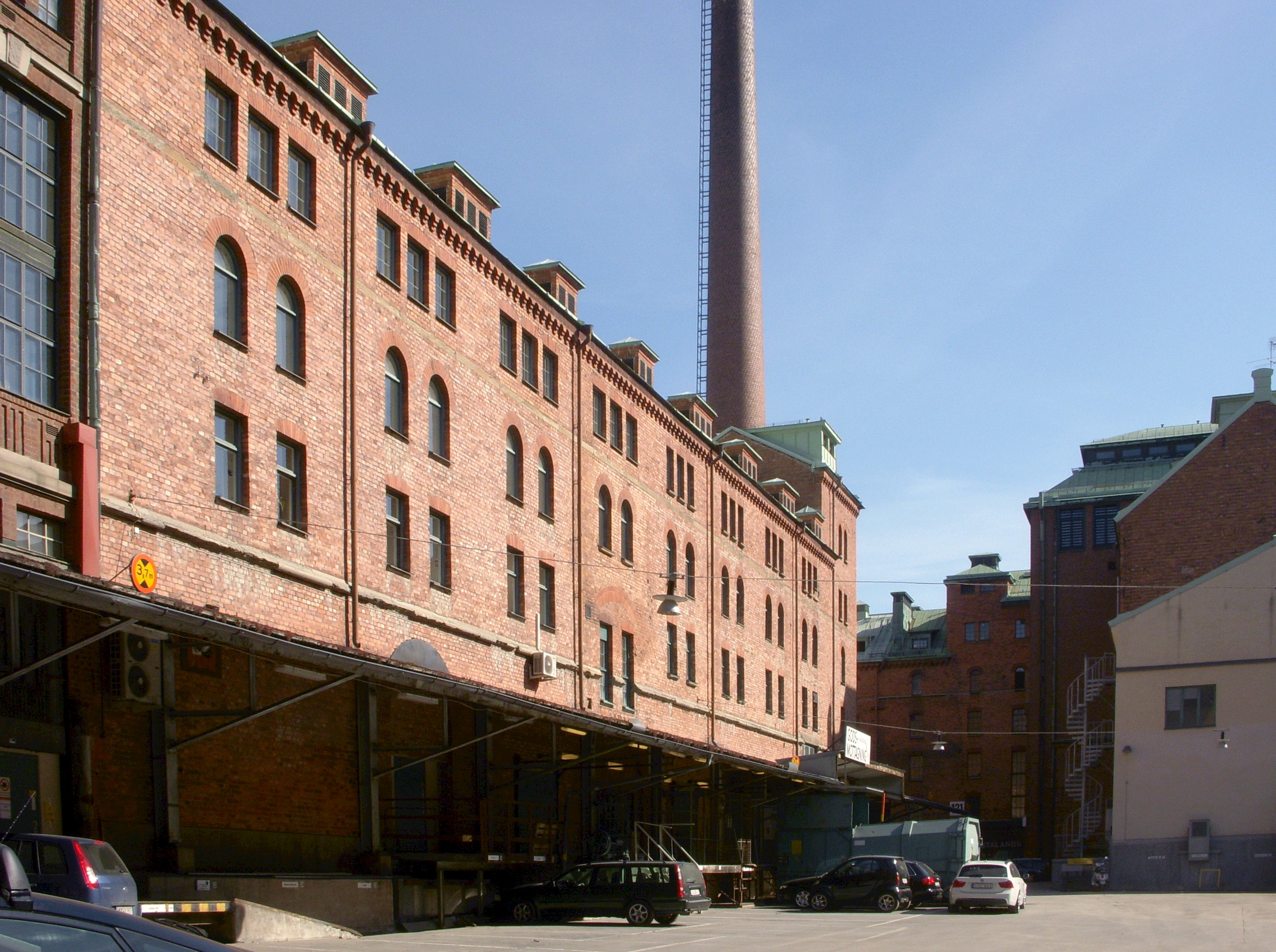
Neumüllers bryggeri